# Michel Bernholc
Michel Bernholc, né le 10 juillet 1941 à Paris et mort le 5 juin 2002 à Montreuil, est un pianiste, compositeur et arrangeur français.

## Biographie
Michel Bernholc est très présent auprès des artistes de la jeune chanson française pendant les années 1970 et 1980, eux-mêmes souvent auteurs ou compositeurs, ou de grands interprètes. Il écrit un grand nombre d'orchestrations et souvent des disques entiers avec notamment Francis Lalanne (arrangements des chansons : V’la huit heures, J’suis qu’un vieux camionneur et J'ai vingt ans sur l’album Rentre chez toi), Michel Berger, Véronique Sanson, Françoise Hardy, France Gall, Michel Jonasz, Catherine Lara, Julien Clerc, Jean-Jacques Goldman, Alain Chamfort, Claude François, Michel Sardou, Gilbert Bécaud et Michel Delpech.
Ami d'enfance de Michel Polnareff, Michel Bernholc suit les cours du Conservatoire de Musique de Paris où il reçoit un premier prix de piano, solfège et harmonie. Après avoir entamé une carrière de concertiste, il rencontre Michel Berger et s'oriente vers la direction musicale auprès des artistes importants de la musique populaire. Il signe alors pour les vedettes de la chanson de très nombreux arrangements où fréquemment il tient lui-même la partie de piano.
Il orchestre des comédies musicales comme Starmania pour Michel Berger, et en 1992 Paul et Virginie de Jean-Jacques Debout.
Il signe des habillages musicaux (pour Europe 1), des musiques pour le cinéma (Les Bronzés) et pour la télévision (Maguy).
Michel Bernholc met fin à ses jours le 5 juin 2002 à Montreuil, d'une balle dans la tête. Passionné d'antiquités, il a laissé une lettre accusant un individu de lui avoir extorqué des tableaux. Il est inhumé dans le cimetière parisien de Bagneux (115e division).